# Woordenlijstaanval
Een woordenlijstaanval is een methode om te proberen versleutelingstechnieken te breken door middel van het doorzoeken van een samengestelde (en daardoor beperkte) lijst van mogelijkheden. Dit is een meer gerichte vorm van een brute force aanval. De methode gaat gerichter te werk dan een pure brute kracht aanval waarbij alle mogelijkheden doorzocht worden. Hierdoor kan snelheidswinst behaald worden. Echter, anders dan bij een brute kracht aanval is het denkbaar dat een woordenlijstaanval onsuccesvol is.
De kracht van woordenlijstaanvallen ligt in het feit dat de mens geneigd is een makkelijk te onthouden wachtwoord te kiezen. Woordenlijsten kunnen desgewenst afgestemd worden op land van herkomst en/of de interesses van de aangevallen versleutelaar. Verfijnde woordenlijstaanvallen sorteren woorden op de keren dat zij gebruikt worden en beginnen de aanval met de meestvoorkomende woorden. Voorbeelden hiervan kunnen zijn: namen van personen, sportclubs, automerken, etc. Om ervoor te zorgen dat een dictionary aanval niet efficiënter wordt bij het kraken van een wachtwoord, dient de gebruiker geen woorden in zijn wachtwoord te gebruiken die voorkomen in normale woordenboeken.
De woordenlijst hoeft niet noodzakelijkerwijs te bestaan uit woorden die werkelijk bestaan. Moderne gereedschappen binnen de informatica bieden mogelijkheid om allerlei mutaties op lijsten van woorden te proberen.
Woordenlijstaanvallen worden ook gebruikt in cryptoanalyse. Indien de sleutel gevonden wordt geeft deze vaak substantieel inzicht in het gebruikte algoritme.